# Владимиров, Михаил Павлович
Михаил Павлович Владимиров (12 октября 1899 — 22 июня 1973) — советский военачальник, генерал-майор артиллерии, участник Гражданской и Великой Отечественной войн, боёв на озере Хасан.

## Биография
Михаил Павлович Владимиров родился 12 октября 1899 года в деревне Тюрики (ныне — Советский район Кировской области). В 1919 году был призван на службу в Рабоче-Крестьянскую Красную Армию. Участвовал в боях Гражданской войны. В 1920 году окончил Петроградские пехотные курсы, в 1922 году — Харьковские курсы командного состава. В 1920-е годы служил в различных артиллерийских частях. В 1929 году окончил курсы усовершенствования командного состава зенитной артиллерии в Севастополе. С того же года служил в частях противовоздушной и береговой обороны Военно-морского флота СССР. Участвовал в боях на озере Хасан, будучи начальником 1-го отделения штаба Владивостокского укреплённого района. В дальнейшем был начальником штаба Хасанского укреплённого сектора.
Начало Великой Отечественной войны встретил на Высших курсах усовершенствования начальствующего состава ВВС и ПВО Военно-морского флота СССР в городе Петергофе Ленинградской области. Завершив обучение, вступил в должность начальника штаба Кронштадтского участка ПВО. В период отхода частей Красной Армии к Ленинграду организовывал огневую поддержку, сдерживая натиск группы армий «Север». В труднейших условиях первого года войны, когда его участок 7 раз менял дислокацию командного пункта, Владимирову удалось наладить боевое управление подчинёнными частями, превратить свой штаб в полноценную структуру. В апреле 1942 года назначен начальником штаба Управления ПВО Балтийского флота, а двумя месяцами позже принял командование над дивизией ПВО. В условиях нехватки средств связи, строительных материалов, недостатка квалифицированных командных и технических кадров ему удалось в короткий срок превратить дивизию в боевое соединение. Не раз при выполнении своих обязанностей Владимиров появлялся на опасных участках, попадал под авианалёты и артобстрелы. С мая 1943 года возглавлял штаб базового района ПВО Островной военно-морской базы Балтийского флота, а с ноября того же года являлся начальником курсов усовершенствования офицерского состава ПВО ВМФ. Незадолго до конца войны был переведён на Северный флот и назначен начальником штаба 1-й дивизии ПВО.
После окончания войны продолжал службу в Военно-морском флоте СССР. Был начальником штабов, заместителем начальника различных частей флотской противовоздушной обороны. С декабря 1952 года занимал должность заместителя по зенитной артиллерии командующего ПВО 8-го Военно-морского флота. В августе 1954 года был уволен в запас. Умер в Ленинграде 22 июня 1973 года.

## Награды
- Орден Ленина (21 февраля 1945 года);
- 3 ордена Красного Знамени (3 ноября 1944 года, 27 февраля 1946 года, 15 ноября 1950 года);
- Медаль «За оборону Ленинграда» и другие медали.